# 라우라 카르미네
라우라 카르미네(Laura Carmine, 1983년 4월 2일 ~ )는 멕시코의 배우이다.